# Lago Calling
Il lago Calling 55°15′N 113°18′W è un lago della provincia canadese dell'Alberta. Ha una superficie di 134 km².
Nei pressi del lago è presente una riserva indiana: la Baptiste Gambler 183 First Nations della Bigstone Cree Nation.
| Controllo di autorità | LCCN (EN) sh85018990 · J9U (EN, HE) 987007293659005171 |